# 幸田夏穂
幸田 夏穂（こうだ かほ、1967年7月8日 - ）は、日本の女性声優。東京都出身。81プロデュース所属。

## 略歴
1992年、俳協ボイスアクタースクール卒業。
1994年、江崎プロダクション付属養成所に入所。1996年、マウスプロモーションに所属。
2007年3月1日付で81プロデュースに所属。

## 出演
太字はメインキャラクター。

### テレビアニメ
1995年
- バーチャファイター（客B）

1998年
- 剣風伝奇ベルセルク（召使い）

1999年
- 人形草紙あやつり左近（お手伝い、農家の主婦B）
- ワイルドアームズ トワイライトヴェノム（響き、ファルガイアの声）

2000年
- 週刊ストーリーランド（2000年 - 2001年、リポーター、恵子、久美、女性客、村の女1）
- 学校の怪談（学級委員）
- 幻想魔伝 最遊記（ナタク）
- 名探偵コナン（2000年 - 2004年、南条実果、柴崎明日香）

2001年
- X -エックスー（庚）
- おとぎストーリー 天使のしっぽ（2001年 - 2003年、メガミ様） - 2シリーズ
- ガイスターズ FRACTIONS OF THE EARTH（マリィ）
- だいすき!ぶぶチャチャ（ニック&テリーのママ）

2002年
- Witch Hunter ROBIN（烏丸美穂）
- ギャラクシーエンジェル第3期（女）

2003年
- 犬夜叉（老母、小猿）
- WOLF'S RAIN（シェール・ドゥグレ）
- ストラトス・フォー（如月凪沙）
- 探偵学園Q（松本真美子）
- 攻殻機動隊 STAND ALONE COMPLEX（フィービー）
- FIRESTORM（ローラの母）

2004年
- お伽草子（荊木童子）
- KURAU Phantom Memory（ユウキ）
- モンキーターン（洞口佳子）

2005年
- ARIA The NATURAL（おばさん）
- 絶対少年（海野の母）

2006年
- きらりん☆レボリューション（2006年 - 2008年、デザイナー、リンダ・アンダーソン）
- ゴーストハント（森下香奈、大島ひろ）
- D.Gray-man（デイシャの母）
- 西の善き魔女 Astraea Testament（ラヴェンナ）
- パンプキン・シザーズ（ソリス・ブランバルド）

2007年
- 風の少女エミリー（ベアトリス）
- 銀魂（秘書）
- デルトラクエスト（アンナ）
- トレジャーガウスト（糸緒椎菜）
- MOONLIGHT MILE（マリーア、スティーブの元妻） - 2シリーズ

2008年
- ゴルゴ13（マリオの妻）
- 無限の住人（紫矢）

2009年
- 極上!!めちゃモテ委員長（審査員、マリ）
- DARKER THAN BLACK -流星の双子-（マダム・オレイユ）
- Phantom 〜Requiem for the Phantom〜（ジュディ・ディヴェンス）

2010年
- 心霊探偵 八雲（内藤セツ子）

2011年
- へうげもの（煕子）

2012年
- 機動戦士ガンダムAGE（オルフェノアの妻）

2014年
- 少年ハリウッド（2014年 - 2015年、風見礼子） - 2シリーズ
- 団地ともお（ナレーション）

2016年
- D.Gray-man HALLOW（トゥイ・チャン）
- 七つの大罪 聖戦の予兆（ペリオ母）

2017年
- トミカハイパーレスキュー ドライブヘッド 機動救急警察（宗像亜里沙）
- 最遊記RELOAD BLAST（哪吒太子）

2020年
- ブレーカーズ（勝の母）
- ランウェイで笑って（紙居絹）

2021年
- ゴジラ S.P ＜シンギュラポイント＞（李桂英）

2024年
- め組の大吾 救国のオレンジ（駿の祖母）
- 妻、小学生になる。（千嘉の母）

2025年
- 薬屋のひとりごと（安氏の侍女）

### 劇場アニメ
2000年代
- いのちの地球 ダイオキシンの夏（2001年、ミレーナ）
- もも子、かえるの歌がきこえるよ。（2003年、聖治の母）

2010年代
- 花の詩女 ゴティックメード（2012年、ムンセン）
- AURA 〜魔竜院光牙最後の闘い〜（2013年、一郎の母）
- 映画 ドライブヘッド〜トミカハイパーレスキュー 機動救急警察〜（2018年、宗像亜里沙）

2020年代
- 機動戦士ガンダム ククルス・ドアンの島（2022年、カマリア・レイ）

### OVA
- クイーン・エメラルダス（1999年、女C）
- やなせたかしメルヘン劇場 もりのヒーロー ハリーとマルタン（2008年、ヌマ）
- 最遊記外伝（2011年、ナタク太子）[2]
- いじめ（2012年、ナレーション）※『ちゃお』2012年3月号付録

### Webアニメ
- トミカハイパーレスキュー ドライブヘッド 機動救急警察 2018（宗像亜里沙）

### ゲーム
時期不明
- True Crime（ローラ）

1997年
- 爆れつハンター それぞれの想い…のわぁんちゃって（威勢のいい女）

1998年
- ガンブレイズS（サザランド）

2000年
- サンライズ英雄譚R（回想内少女B、回想内女性、ジオン兵女性）
- デビルマン（ススムの母親）
- シド・マイヤーズ アルファ・ケンタウリ エイリアン・クロスファイア（チャ・ドーン）
- Screen（小和田優夏）
- ラグナキュール レジェンド

2001年
- 鬼武者（ヘキュバ）

2002年
- 侍（黒生邑咲）
- 東京魔人學園外法帖（時諏佐百合、お葉、蜉蝣）

2003年
- おとぎストーリー 天使のしっぽ（メガミ様）
- 鬼武者 無頼伝（ヘキュバ）
- ギャラクシーエンジェル Moonlit Lovers（ネフューリア）
- ソニックアドベンチャーDX
- バテン・カイトス 終わらない翼と失われた海（トリル）
- マックスペイン（カイラ・シルバー、キャンディー・ドゥーン、キャプテン・ベースボールバットボーイ）

2004年
- サクラ大戦V EPISODE 0〜荒野のサムライ娘〜（シンクレア・ガードナー）
- ジャック×ダクスター2（コンピューターボイス）
- どろろ（万代）

2005年
- 零 －刺青ノ聲－
- Twelve〜戦国封神伝〜（サアキ、アヅチヒメ）
- 忍道 戒（金糸雀のキヌ）
- ぼくらのかぞく（モック〈13歳〜18歳〉、長崎ジュン）
- ロマンシング サガ -ミンストレルソング-（フリーレ&フラーマ）

2006年
- PROJECT SYLPHEED（メイ・クライトン）

2007年
- Microsoft Flight Simulator X

2008年
- 零 月蝕の仮面

2011年
- つみきBLOQ（アナウンサー）

2023年
- 機動戦士ガンダム U.C. ENGAGE（カマリア・レイ）

### ドラマCD
- 愛情鎖縛 二重螺旋2（真山千里）
- おとぎストーリー 天使のしっぽ Drama CD Vol.3（メガミ）
- 恋する運命なのだから（高瀬ユリ）
- 東京魔人學園外法帖 陽炎（ナレーション）
- ハピネス（葛西朱美）
- ひつじの涙（羽野蝶子）
- ラブホリック〜恋愛処方箋〜（奥脇百合枝）

### ラジオドラマ
- ファイナルファンタジータクティクスアドバンス（堕天使アルテマ）

### 吹き替え

#### 女優
- ショウニー・スミス
  - SOULS 死魂（サンドラ・グラント）
  - ソウシリーズ（アマンダ・ヤング[2][3]）
    - ソウ3（アマンダ・ヤング[2][3]）
    - ソウ4（アマンダ・ヤング[2][3]）
    - ソウ5（アマンダ・ヤング[2][3]）

#### 映画
- アルマゲドン2013（ジェーン・ウィットロー博士〈マキシム・ロイ〉[3]）
- アイス・ストーム（リベッツ（ケイティ・ホームズ））
- アイス・ステーション（カリー・オグレディー少佐（チェイス・マスターソン））
- 悪魔を憐れむ歌 ※ソフト版
- インデペンデンス・デイ（SETI技術者3）※テレビ朝日版（日本語吹替完全版Blu-rayBOX収録）
- ヴァニシング・チェイス（サリタ・チョウドリー）
- ウェス・クレイヴン's カースド（エリー〈クリスティーナ・リッチ〉）
- エア★アメリカ（アリソン）
- エイリアン3（スラコ号のアナウンス）※テレビ朝日版
- Xファイル ザ・ムービー
- エントランス（レイヴン（アンジェラ・フェザーストーン））
- オール・ユー・ニード・イズ・キル（CNNニュース女）※劇場公開版
- おとなの恋には嘘がある（エヴァ〈ジュリア・ルイス＝ドレイファス〉）
- おかしな二人2（ハンナ・アンガー（リサ・ワルツ））
- 俺たちチアリーダー!（ディオラ（ダニール・ハリス））
- ガーデン
- カーミットのどろんこ大冒険（メアリー（ケリー・コリンズ・リンツ））
- 偽造（カテリーナ・ミュシェンコ（エカデリーナ・レドニコヴァ））
- グランドコントロール 乱気流（ジュリー・アルブレクト（クリスティ・スワンソン））
- クラッシュ・ザ・タンカー/流出危機（ミシェル・ブラウン（ジョー・ベイツ））
- グリマーマン（ジェシカ・コール〈ミシェル・ジョンソン〉）※テレビ朝日版
- クラブ・ファンダンゴ 略奪者（シャーリー（ニコレッテ・クレビッツ））
- 検屍官 沈黙する死体（ヨハンナ（エルク・ウィンケンス））
- ゴジラxコング 新たなる帝国（カドガン[15]）
- サウス・ボストン（キャシー（ローズ・マッゴーワン））
- サイレントヒル（アンナ）
- サム・ガール（エイプリル（ジュリエット・ルイス））
- ザ・クラウン（クラウディア（ダイアナ・フランク））
  - ザ・クラウン2 5000万ドル奪還指令（クラウディア（ダイアナ・フランク））
  - ザ・クラウン ハイタワー・ジャック（クラウディア（ダイアナ・フランク））
- シカゴ（ハニャク（エカテリーナ・シェチェルカノワ））
- 将軍の娘/エリザベス・キャンベル
- 死ぬまでにしたい10のこと（アンの隣人）
- シューティング・フィッシュ（ジョージー（ケイト・ベッキンセイル）[2]）
- 呪怨 パンデミック（トリッシュ〈ジェニファー・ビールス〉[2]）
- ジュリー&ジュリア（ジュリー・パウエル〈エイミー・アダムス〉）
- ジョン・マルコヴィッチのレディース・ルーム（ルシア〈グレタ・スカッキ〉）※旧DVD版
- スクリーム4: ネクスト・ジェネレーション
- 007 消されたライセンス（デラ・チャーチル・ライター〈プリシラ・バーンズ〉）※テレビ朝日版
- 007 トゥモロー・ネバー・ダイ（インガ・バーグストロム、エイビスレンタカー係員、広報係）※ソフト版
- チアーズ!（ラフレッド（ブランディー・ウィリアムズ））
- チアーズ!2（ティナ（ブリー・ターナー））
- 小さな贈りもの（ウェイトレス）
- チェリー2000
- チキンとプラム 〜あるバイオリン弾き、最後の夢〜（ファランギース〈マリア・デ・メデイロス〉[2]）
- チャーリーと18人のキッズ in ブートキャンプ（キム（タマラ・ジョーンズ））
- デュエット（スージー（マリア・ベロ））
- ニューヨーク大地震（アレキサンドリア（ヴァネッサ・リー・エヴィガン））
- ハーヴィ/裸のウサギを持つ男
- ハットしてキャット
- ハリウッド・スキャンダル 悦楽の昼と夜（リサ（パリス・ヒルトン））
- パパラッチ（イザベル・アジャーニ）
- パパってなに?
- バイオ・アマゾネス2 オオカミ姉妹（ブルックス保安官（ドナ・フィリップソン））
- バーシティ・ブルース（ジュールス・ハーバー（エイミー・スマート））
- パリス・ヒルトンinHOLLYWOOD☆SCANDAL（リサ〈パリス・ヒルトン〉[2]）
- バンディッツ（ルナ〈ヤスミン・タバタバイ〉[2]）
- ビューティフルピープル（ポーシャ（シャーロット・コールマン））
- ファイアーストーム（ティナの母（チルトン・クレイン））
- ファイナル・デスティネーションシリーズ
  - デッドコースター（TV版）
  - ファイナル・デッドコースター
  - ファイナル・デッドサーキット
- DEAD END デッドエンド（ヤスミン（ミナ・タンデル））
- ファイナル・デッドサーキット 3D
- フル・モンティ
- ファラオの首飾り（ラムジー・アモン（ミア・ゾットーリ））
- ファースト・ワイフ・クラブ（クリスの友人（ジェニファー・ラム））
- フリーダムランド（マリー（ラターニャ・リチャードソン・ジャクソン））
- ベッカムに恋して（ピンキー・バームラ（アーチー・パンジャビ））
- ベン・ハー（ティルザ[2][3]） ※テレビ東京版、DVD収録
- ホーム・アローン3 ※ソフト版
- ホスピタル・アラート（ニコル（ソフィー・カルル））
- ほえる犬は噛まない（ヒョンナム〈ペ・ドゥナ〉[2]）
- マキシマム・リスク※ビデオ版
- マスク ※日本テレビ版
- マネー・トレイン※テレビ朝日版
- マダム・マロリーと魔法のスパイス
- メタル・トルネード（レベッカ（ニコール・デ・ボア））
- メリーに首ったけ（リサ（マーニー・アレクセンバーグ））
- ルール2（エイミー（ジェニファー・モリソン）[2]）
- ルール4（エリー（ポピー・モンゴメリー））
- レディース・ルーム（ジュリア（モリー・パーカー））
- ローズ・レッド  (アニー〈キンバリー・J・ ブラウン〉）
- ワーロック/ジ・エンド・オブ・ミレニアム（リサ（エンジェル・ボリス））
- ワイルドスピード（ミア〈ジョーダナ・ブリュースター〉[2]） ※ソフト版

#### ドラマ
- アリー my Love
- アンダーカバー・ボス2 社長潜入調査
- ER緊急救命室
  - シーズン2 #9（レバ（ジェニファー・クリスタル・フォーリー））
  - シーズン4 #20（サンディ・マーダー〈エイミー・ファリントン〉）
  - シーズン6・8（サマンサ〈ライザ・ウェイル〉）
  - シーズン7 #17（キンボール〈サンドラ・パープロ〉）
- WITHOUT A TRACE/FBI 失踪者を追え!2（医師）
- エンド・オブ・パリ（ジュリエット（エマニュエル・ベルコ））
- 宇宙船レッド・ドワーフ号（ウェイトレス）
- 救命医ハンク セレブ診療ファイル（ルビーナ（アンナ・ジョージ））
- クロウ〜天国への階段（シェリー・ウェブスター（サバイン・カーセンティー）[2]）
- クリミナル・マインド9 FBI行動分析課 #14
- クリミナル・マインド 国際捜査班
- クワンティコ/FBIアカデミーの真実（ベラ・ロドリゲスFBI教官）
- ケース・センシティブ 静かなる殺人
- 恋のめまい愛の傷（倉橋更紗（カレン・モク））
- コールドケース4 ＃4（モリー(現在)（スーザン・ブレイクリー））
- サイエンス・シミュレーション 人類 火星に立つ（ジャッキー・ディセルズ（パスカル・ブシェール））
- ザ・グリッド（エミリー（ジェマ・レッドグレイヴ）[2]）
- サブリナ（ジェニー（ミシェル・ブードイン）[2]）
- CSI:科学捜査班
  - シーズン1 #5（ケート・アームストロング（エイミー・カールソン））
  - シーズン9 #14（ハート検事（キャスリーン・ヨーク））
  - シーズン12 #20（キャシー・ヴェック）
- CSI:マイアミ5 #22
- CSI:マイアミ8 #10
- CSI:ニューヨーク2 #5
- 射鵰英雄伝（穆念慈、李萍）
- 笑傲江湖（寧中則）
- スーパーナチュラル シーズン7
- ナース・ジャッキー3
- バビロン5（エリザベス・ロックリー（トレイシー・スコギンズ））
- フレンズ（ティリー（メアリー・ギャラガー）、アナベル（エミリー・プロクター））
- バーン・ノーティス 元スパイの逆襲（デビー）
  - シーズン1 #7（メリッサ（ニコール・トム））
- プリズン・ブレイク シーズン2 #10 #11
- 弁護士イーライのふしぎな日常（ドナ・ミルトン（キャスリーン・ローズ・パーキンス））
- ミストレス 〜溺れる女たち〜（カレン・キム（キム・ユンジン））
- ミディアム5 霊能者アリソン・デュボア（ガブリエル・ティアナン（マリサ・カフラン））
- 名探偵モンク4 #9
- 名探偵モンク7 #12
- THE MENTALIST メンタリストの捜査ファイル（ペイジェンス（アンドレア・ボーガート））
- 4400 未知からの生還者（ミーガン・ドイル（ジェニー・ベアード）[2]）
- LOST シーズン3 - （ジュリエット・バーク（エリザベス・ミッチェル））
- 私はラブ・リーガル（ホール）

#### アニメ
- アニマトリックス（シズ）[2]
- イソップ座へようこそ!（プレシー）[16]
- ガーゴイルズ（キャサリン王女、マーゴット・エール）
- サウスパーク（エレン、ケヴィン・ストーリー、ゴーラム）
- スティッチ!ザ・ムービー
- バットマン:ブレイブ&ボールド（メラ）
- ミュータント タートルズ(2003年版)（リチャーズ博士）

### ラジオ
- NHK-FM 邦楽のひととき －箏曲－「空蝉」（語り）

### ナレーション
- アニメーションで伝える“ヒバクシャからの手紙”（NHK広島放送局、朗読）
- イブニング・ファイブ（TBS）
- かがのとナイト 蒔絵師の家（2025年、NHK総合）
- 趣味悠々 筆で味わう雅の世界（NHK教育）
- 釣りびと万歳（NHK-BSプレミアム）
- ドキュメント20min.（NHK総合）
- 唐招提寺1200年の謎〜天平を駆けぬけた男と女たち（TBS）
- NEWS23X（TBS）[2][3]
- TBSニュースバード（TBS）
- はやドキ!（TBS）
- BS世界のドキュメンタリー（NHK BS1）
- プレミアムカフェ 極上美の饗宴（NHK BSプレミアム）
- 学ぼうBOSAI（NHK教育）

### ボイスオーバー
- 杏のヒストリージャーニー ヘミングウェイが愛したキューバ（2013年、BS朝日）
- 伊藤英明の大シベリア（BS-TBS）
- ETV特集ドナルドキーンの日本「日本人とは何者なのか」（NHK教育）
- NHKスペシャル（NHK総合）
  - 恐竜絶滅 ほ乳類の戦い（2010年）
  - 火山大噴火 迫りくる地球規模の異変（2014年）
  - 生命大躍進 第1集「そして“目”が生まれた」（2015年）
  - 新・映像の世紀
    - 第1集「百年の悲劇はここから始まった 第一次世界大戦」（クララ・ハーバー）
    - 第2集「グレートファミリー 新たな支配者」（アン・サリバン）
    - 第3集「時代は独裁者を求めた」（従軍カメラマン マーガレット・バーク＝ホワイト、パリ市民）

  - 映像の世紀プレミアム 第2集「科学と戦争」（クララ・ハーバー）
  - 映像の世紀 バタフライエフェクト（2022年 - ）
    - 第4回 「スペインかぜ 恐怖の連鎖」（カタリン・カリコ）
    - 第7回 「スターリンとプーチン」（スヴェトラーナ・アリルーエワ）

  - マネー・ワールド 資本主義の未来 第3集「巨大格差 その果てに」（2016年）
- プロジェクトWISDOM（NHK-BS1）
- クラシックホテル憧憬（BS日テレ）
- グレーテルのかまど（NHK教育）
- 恋する雑貨（NHK-BS）
- コズミックフロント☆NEXT（NHK-BSプレミアム）
- ザ・プレミアム「138億年の超絶景!宇宙遺産100」（NHK-BSプレミアム）
- Journeys in Japan選「秩父 秋の巡礼路」（NHK-BS1）
- 島耕作のアジア立志伝（NHK-BS1）
- 世界ふれあい街歩き（NHK-BS）
- 世界ウルルン滞在記2008（TBS）
- ダボス会議2013 第1部・第2部（2013年、NHK-BS1）
- 体感ドキュメント 日本の異国にホームステイ（NHK総合）
- 日立 世界・ふしぎ発見!（TBS）
- ハートネットTV（NHK教育）
- BS世界のドキュメンタリー（NHK-BS1）
  - マーガレット・サッチャー追悼"鉄の女"メモワール（2013年）
  - 広がる“持続可能な交通” —都市変革の最前線—（2022年）
  - プーチンと西側諸国（2023年、ナレーション）
  - “銃社会” アメリカの分断（2023年、ナレーション）
  - ノーラン・ライアン “伝説の投手”の真実（2023年）
  - デモクラシーの“闇” ハンガリーの民主主義は今（2024年、国会議員サボ・ティメア）
- 本当にあった幸せ物語「私の足をめぐる世にも奇妙な話」（2016年、NHK-BS1）
- 魔法の映画はこうして生まれる〜ジョン・ラセターとディズニー・アニメーション〜（声の出演）

### シリーズ一覧
1. ↑  第1期（2001年）、第2期『天使のしっぽChu!』（2003年）
2. ↑  1stシーズン『-Lift off-』（2007年）、2ndシーズン『-Touch down-』（2007年）
3. ↑  第1期『-HOLLY STAGE FOR 49-』（2014年）、第2期『HOLLY STAGE FOR 50-』（2015年）